# Jorge Pierozan
Jorge Pierozan (Casca, RS, 10 de agosto de 1964) é um prelado brasileiro da Igreja Católica, atual bispo do Rio Grande.

## Biografia
Nasceu no dia 10 de agosto de 1964, em Vanini, Rio Grande do Sul, filho de Aristides Pierozan e Zenaide Lusa Pierozan. Já foi circense e é sargento da reserva do Exército Brasileiro. É bacharel em Filosofia, pela Universidade de Caxias do Sul (UCS) e licenciado em Teologia pela Pontifícia Universidade Católica de São Paulo (PUC-SP).
Foi ordenado diácono no dia 23 de setembro de 1996, na Paróquia Nossa Senhora da Lapa, na capital paulista, por Fernando José Penteado. Atuou como diácono na Capela Nossa Senhora Aparecida do Portal dos Bandeirantes e na Paróquia Santo Estevão Rei, da Vila Anastácio.
Coordenou a Pastoral Vocacional da Região Episcopal Lapa durante os anos de 1995 e 1996. Ao mesmo tempo foi secretário regional do Curso de Teologia para Agentes de Pastoral. Foi ordenado sacerdote no dia 24 de maio de 1997, na Paróquia São Brás de Vanini, sua terra natal Dom Fernando José Penteado.
Foi pároco da Paróquia Santíssima Trindade, Setor Rio Pequeno, de 1997 a 2010, sendo, então, transferido para a Paróquia Sagrado Coração de Jesus, Setor Butantã, onde foi pároco até sua nomeação episcopal. Em 2015, foi nomeado vigário geral na Região Episcopal Lapa. De fevereiro de 2017 a março de 2019, também exerceu a função de vigário episcopal na mesma região.
Em 24 de julho de 2019, o Papa Francisco nomeou-o bispo titular de Arena e auxiliar da Arquidiocese de São Paulo. A decisão do pontífice foi tomada com base no acolhimento da solicitação do arcebispo de São Paulo, cardeal Dom Odilo Pedro Scherer, de poder contar com a colaboração de um bispo auxiliar. O próprio Dom Odilo foi presidente de sua ordenação episcopal, em 28 de setembro do ano seguinte, na Catedral de São Paulo, ladeado por Dom Júlio Endi Akamine, SAC, arcebispo de Sorocaba, e por Dom Fernando José Penteado, bispo emérito de Jacarezinho. Foi apresentado no dia seguinte como vigário episcopal da Região Santana.
Foi ainda vice-presidente da Pastoral dos Nômades do Brasil e assistente eclesiástico para a Comunidade Voz dos Pobres.
Em 22 de junho de 2024 o Papa Francisco nomeou-o bispo da Diocese do Rio Grande.